# 聖若瑟教區中學校本部
聖若瑟教區中學第六校是澳門一所位於澳門半島天主教學校，創辦於1981年，由天主教澳門教區所設辦的一所中學教育的學校。聖若瑟教區中學第六校是一所非牟利中英文男女私立學校，為澳門免費公共教育網學校之一。自2007年學年起校區開始重建計劃至2017年完工，現在校舍與聖若瑟大學共同使用。

## 簡史

### 建立校園

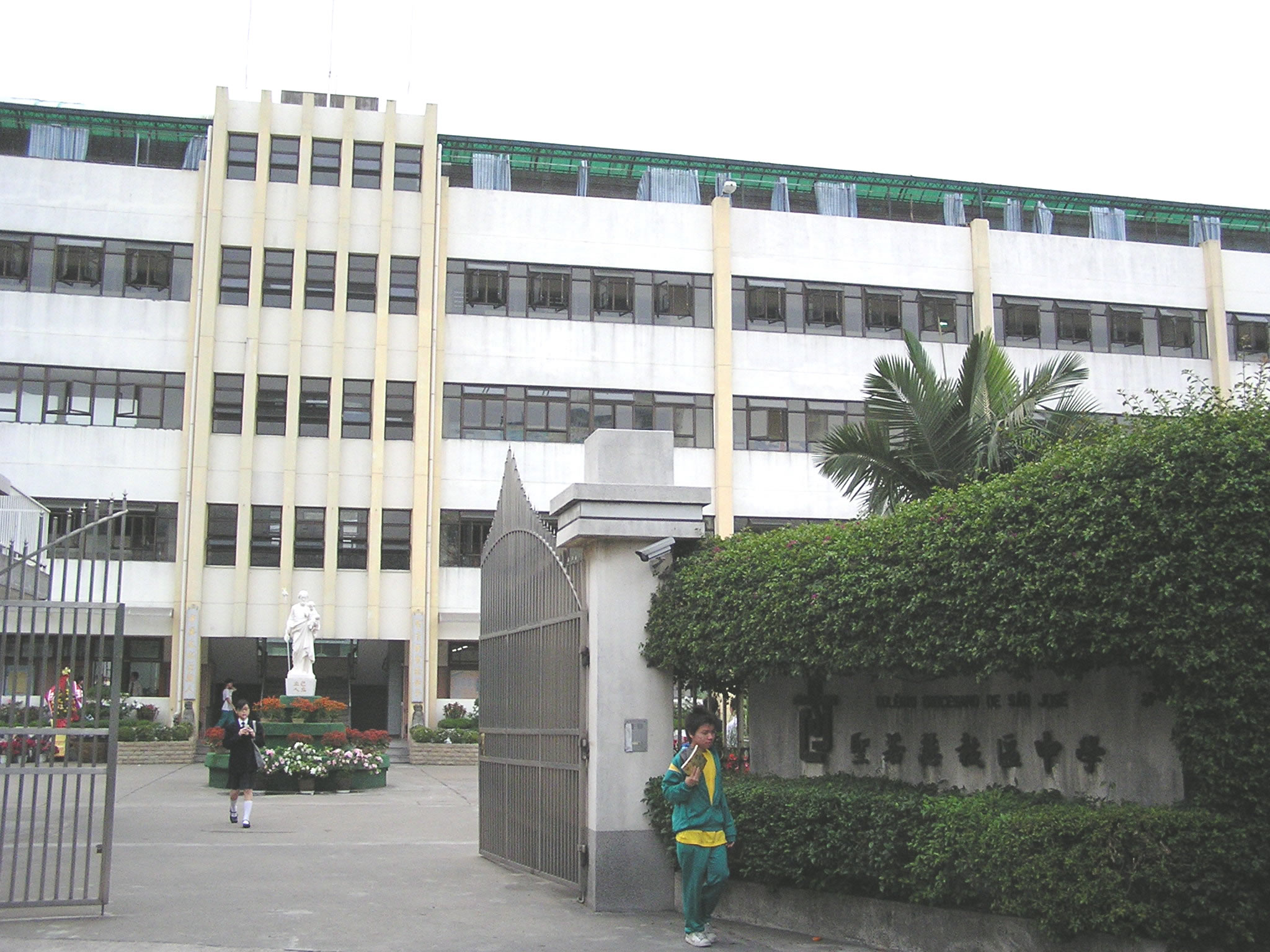
校本部重建前的學校門口

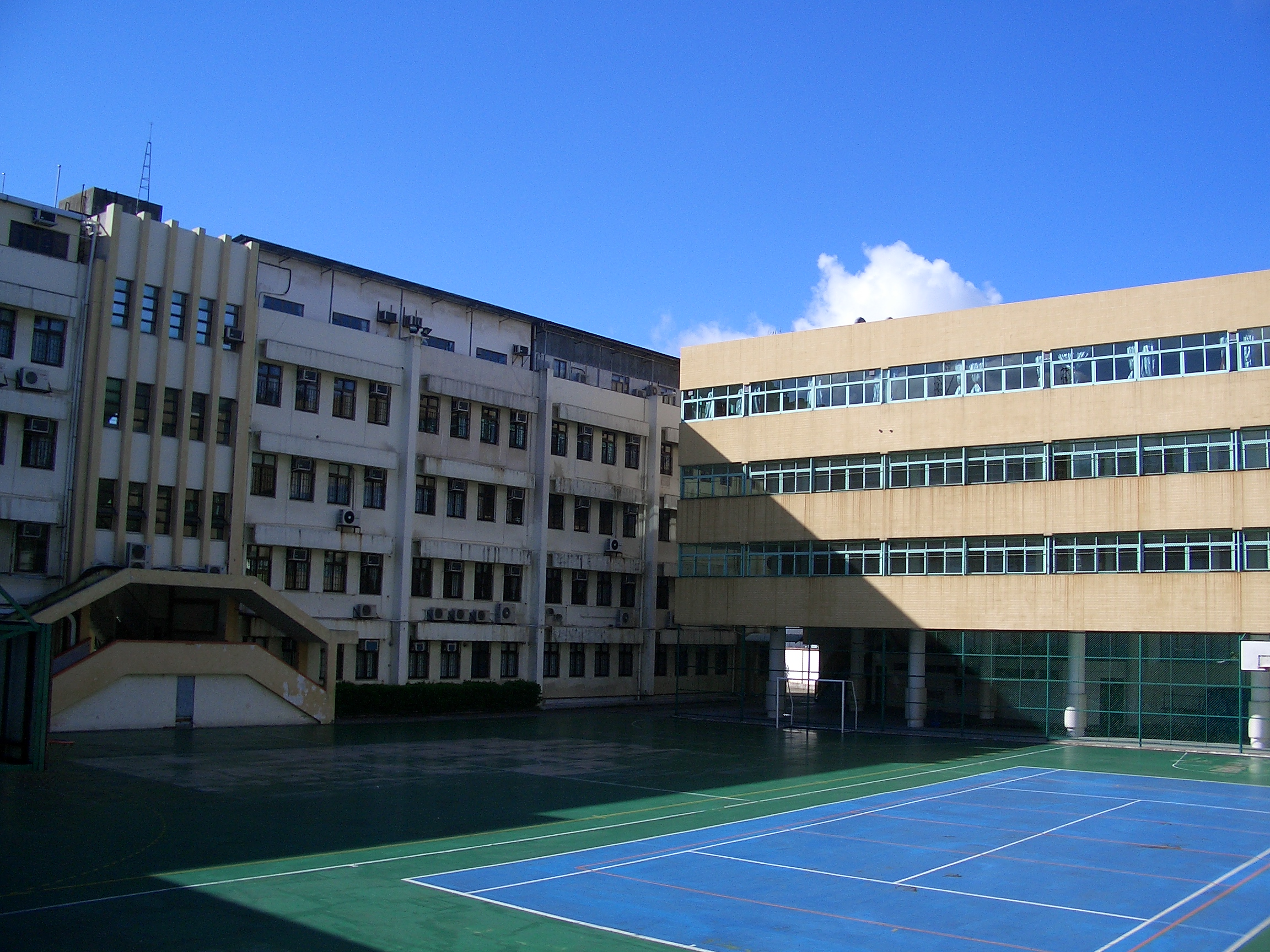
校本部重建前操場一景

1980年，天主教澳門教區撥青洲河邊馬路地皮歸聖若瑟教區中學，由陳經綸先生出資建校舍，在教育司註冊立案為第六校；翌年2月16日校本部遷入第六校。
1981年3月21日，校舍舉行揭幕祝聖儀式由澳門護督江樹培上校剪綵、主教高秉常揭幕及祝聖，出席觀禮的有澳門華人領袖何賢、著名大律師宋玉生等200多人，盛極一時。隨著校本部的落成及遷入，聖若瑟教區中學進行第四次改編，在校本部設師範、高中理組、中四、中五、中六文商組。
1982年，初三遷入上課。
1983年，在校本部復辦英文部。
1986年，高秉常主教諭令聖若瑟教區中學第五校行政獨立，委任何發全神父為該校校長，亦表示該校和聖若瑟教區中學正式分家。
1987年，夜間部遷出第六校至第二校上課。
1989年5月1日，行政部門大改組，合併為「聖若瑟教區中學行政中心」。
1990年，夜間部增設葡萄牙文、電腦、普通話、英文等課程；修訂多個規章，包括《校務規章》、《教務規章》、《體育規章》等。
1990年，夜間部增設中四、中五文商科課程；成立「聖若瑟教區中學教師聯誼會」。
1991年3月19日，即聖若瑟教區中學建校60週年，教宗若望保祿二世向聖若瑟教區中學發出賀詞；
1991年9月，將英文部遷入歸聖若瑟教區中學第五校管理。
1992年，聖若瑟教區中學教師聯誼會易名為「聖若瑟教區中學教職員聯誼會」；而校園內的鑽禧臺及立德樓也相繼落成，在5月24日的聖母進教之佑瞻禮當日舉行啟用感恩彌撒。
1993年2月，聖中管樂團成立。
1993年，把第二校初中部遷入校本部上課；天神巷43號新校舍命名為第二、三校，設小學。
1996年，成立聖中史地學會、聖中救傷隊。
1999年校本部新教學大樓落成啟用；11月4日舉行第25屆校運會，由候任澳門行政長官何厚鏵主禮；
1999年12月20日，澳門回歸中國，聖若瑟教區中學全體中學師生參加在澳門運動場舉行的「澳門同胞慶祝澳門回歸祖國大型文藝表演」；
2005年10月29日，聖若瑟教區中學初三至高三師生參與第四屆澳門東亞運動會開幕典禮的表演。
2006年3月19日，即聖若瑟教區中學建校75週年，教宗本篤十六世、澳門行政長官何厚鏵等向聖若瑟教區中學發出賀詞。

### 校本部重建

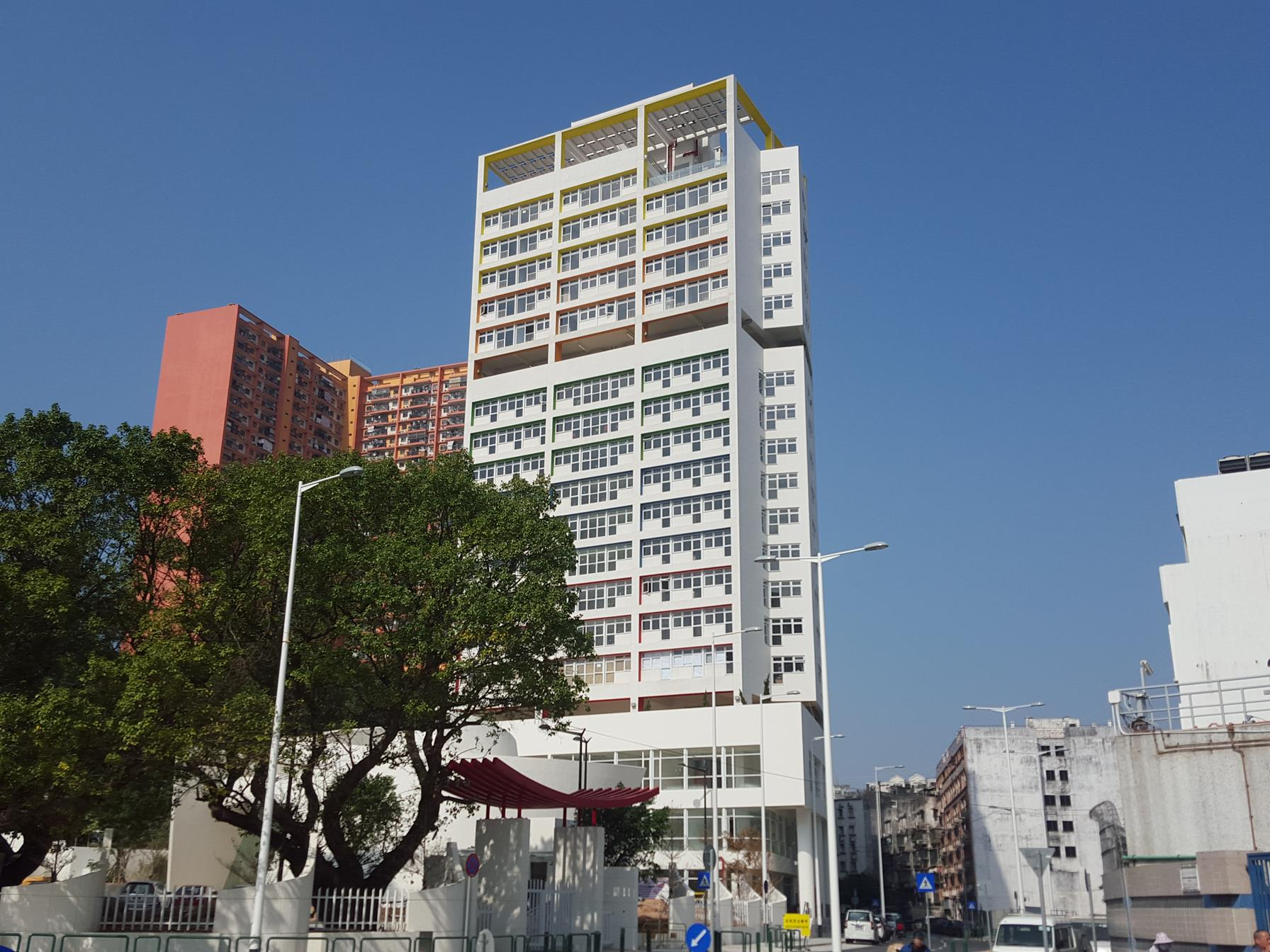
新建聖若瑟大學大樓

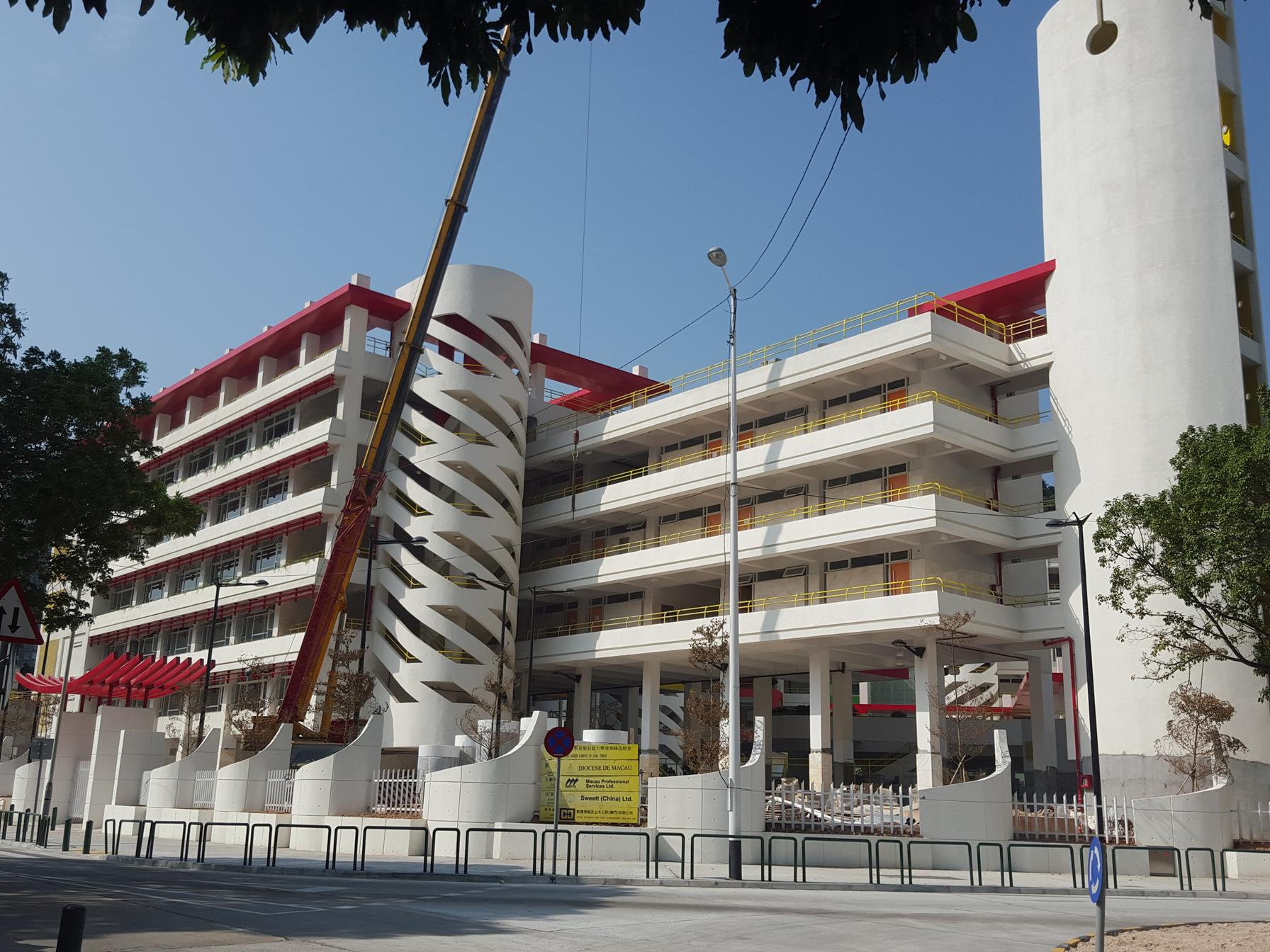
重建後教學大樓

據澳門葡文報章《句號報》在2005年年中報道，由葡萄牙天主教大學和澳門教區合辧的澳門高等校際學院將遷往青洲。新校園的佔地面積約二萬九千平方米，建築費用達三億五千萬元。大學有意重新打造澳門作為東方宗教培訓基地的角色，以及成為學術培訓及文化活動的中心。另外，也將會與聖若瑟教區中學校本部共用此新校區，該中學的學生將來可直接升讀該大學。
羅玉成校長在2006學年的開學禮上宣布，天主教澳門教區黎鴻昇主教已將青洲校本部擴建之圖則呈交土地運輸工務局，意味著聖中之發展已開始。2007學年開始，校園清拆，在2007年9月10日起，對於行政總部以及在校本部上課的學生遷往第二、三校上課，高一則遷往第四校上課。9月15日下午3時至6時，校本部的師生、校友一同舉行對校部的告別儀式，翌日正式開展了重建計劃。
隨著2007年9月15日的告別儀式完結後，校園清拆工作隨即開始，預料需要2個學年的時間進行清拆工作，同年，澳門高等校際學院（今聖若瑟大學）正式遷入青洲與聖中共用新校舍，並成為全港澳唯一一所具備幼稚園到大學各階段完備的一條龍學習階級的學校。聖若瑟學校校方曾指2012年將建成新校舍，但直至2012年初，原校址仍是一片荒蕪，直至2017年才正式使用，比預期遲了五年。

## 政府立案
聖若瑟教區中學在1980年時向教育暨青年司註冊立案為聖若瑟教區中學第六校；但由於在學校本身以該校園為行政總部的所在處，也是學校的根本校部，因此校內行政通告、聖中學生、校友等均稱聖若瑟教區中學第六校為「校本部」至今，而這個也會令校外人士摸不著頭是何解。

## 歷任校長
| 任次 | 中文名     | 任期        | 備註                           |
| ---- | ---------- | ----------- | ------------------------------ |
| 1    | 羅玉成神父 | 1981 - 1988 | 因升任副主教而離任             |
| 2    | 高天予神父 | 1988 - 2000 |                                |
| 3    | 袁偉明神父 | 2000 - 2004 | 校史以來最年輕的校長           |
| 4    | 羅玉成神父 | 2004 - 2017 | 二次擔任；第六校重建完工後退任 |
| 5    | 喬樹勇博士 | 2017 - 現任 | 增設英文部                     |

## 校歌
聖若瑟教區中學第六校校歌
作詞:陳子良 作曲:顏儼若
|  | 濠鏡喜波平 一片雅歌聲 宏校宇 育群英 育群英 都哉聖若瑟 都哉聖若瑟 大教益昌明 智以廣 德維馨 強體魄 作干城 國土愈安寧 |

## 著名校友

### 教育界
- 謝國平：著名英語教學博士。
- 蔡根祥：臺灣師範大學文學博士，專研經學，尤其是「尚書」。高雄師範大學經學研究所教授兼所長。
- 歐犬輝：著名數學教師。

### 政界
- 崔樂其：知名實業家、慈善家，誠興銀行創辦人。
- 李偉農：現任澳門基金會行政委員會全職成員，前任經濟財政司司長、澳門屠宰場股份有限公司董事長、市政署市政管理委員會副主席、印務局局長。
- 梁勵：前澳門教育暨青年局局長。
- 徐裕輝：前任澳門市政署動物檢疫監管處處長，2020年因濫用職權和虛報財產等罪名成立，判囚四年，不准緩刑。

### 專業界
- 陳百祥：著名核數師。

### 演藝界
- 孫鳳明：澳門歌手。
- 黃偉燐：曾為澳門電視台及澳門電台主持，兼任模特兒。
- 陳毅鋒：即老陳，澳門日報、澳門電訊CyberCTM、澳門銀河飲食專欄作家，著作有《老陳漫味 日本四國》。曾主持澳廣視飲食節目《老陳食通街》並參與資料搜集，曾於品報、SODA雜誌、港澳台自由行及深圳游遍天下等刊物客串撰寫飲食及旅遊稿，不時參與U Magazine、新假期、明報周刊、蘋果日報、力報關於澳門地道食店的介紹。
- 何嘉穎：香港及澳門歌手。

### 體育界
- 杜偉崎：澳門排球代表隊球員、1998年班社聯會主席[2]
- 梁永滿：澳門手球代表隊球員
- 李偉權：澳門田徑總會理事、兼任聖中體育老師、田徑隊教練
- 張家彥：尼泊爾奧林匹克委員會名譽成員

### 科研界
- 李文建：以人工智能遺傳演算法設計一套旅遊代理程序參加國際貿易經紀比賽中獲得第六名的成績。
- 陳宇聰：在國際貿易經紀比賽的供應鏈管理比賽上獲得第三名。
- 梁福氣：蓝牙遥控器設計者。

### 工商界
- 關樹權：聯營集團主席。
- 周紹湘：華輝印刷有限公司董事。
- 蕭華洲：華輝印刷有限公司董事。
- 梁耀偉：珠海斗門德光電子製品廠廠長。
- 馮信堅：富順製衣廠廠長。

### 創業名人
- 張衛峰：澳門首家台式飲品食店小泉居創辦人。

## 外部連結
- 澳門聖若瑟教區中學 （页面存档备份，存于）

1. ↑  教育及青年發展局. . 教育及青年發展局.
2. ↑   / 精華片段